# Марко Драгосављевић
Марко Драгосављевић (Нови Сад, 25. септембар 1994) српски је кајакаш.

## Каријера
На самом почетку каријере је бележио добре резултате, освојивши шест медаља на такмичењима за младе. Године 2013. освојио је три медаље — две на Европском првенству, а потом још једну на Медитеранским играма. Године 2023. је након пет година освојио две медаље и то на Европским играма.